# Сражение у Матансаса
Сражение у Матансаса — морской бой между испанским и голландскими флотами в районе города Матансас (Куба) в 1628 году в рамках Восьмидесятилетней войны. В результате боя голландцы смогли одержать победу и захватить испанский флот с серебром.

## Планы голландцев
В 1628 году адмирал Пит Питерсон Хайн во главе голландского флота прибыл в Карибское море с задачей захватить испанский флот с сокровищами, груженный серебром из американских колоний. К Хайну присоединились суда адмирала Хендрика Лонка и эскадра вице-адмирала Йоста Банкерта.

## Хронология сражения

### 22 мая 1628 года
Большой голландский флот покинул остров Тексел и незаметно для португальцев — союзников испанцев — направился в Бразилию. Адмирал Хайн не подозревал, что испанцы знали о его намерениях.
Одна эскадра из 12 судов (всего 180 пушек) под командованием Дирека Сименса отправилась к берегам Пернамбуку, в северо-восточной части Бразилии, и захватила по пути несколько кораблей с сахаром. Вторая эскадра, также состоявшая из 12 кораблей, ещё лучше вооруженных, под командованием Петера Адрианса вышла из города Флиссинген (провинция Зеландия). Адрианс получил приказ находиться в водах Вест-Индии и атаковать испанские корабли из Гондураса и Мексики. Эти эскадры, тем не менее, были ничто по сравнению с главной силой Голландской Вест-Индской компании, состоявшей из 31 корабля. В целом Голландская Вест-Индская компания располагала 65 кораблями в регионе.
Состав голландского флота, командующий — адмирал Пит Питерсон Хайн (31 корабль):
- Amsterdam — капитан адмирал Витте де Витт (625 тонн, 22 48-фунтовых и 30 25-фунтовых орудия)
- Hollandse Tuin — капитан адмирал Хендрик Лонк (500 тонн)
- Neptunus — вице-адмирал Йост Банкерт
- Utrecht — контр-адмирал Корнелис Мелкмейт
- Hollandia
- Gelderland
- Provincie Utrecht
- Witte Leeuw
- Zwarte Leeuw
- Rode Leeuw
- Vergulde Valk
- Haarlem
- Pinas
- Tijger
- Gouden Zon
- Dordrecht
- Monnickendam
- Griffioen
- Gouden Leeuw

Барки:
- Muiden
- Naarden
- Eenhoorn
- Zwarte Ruiter
- Langebark
- Postpaard
- Oud-Vlissingen
- Tijger
- Ooievaar
- Dolfijn
- Vos

### 10 июля 1628 года
Голландская эскадра сделала остановку на острове Сент-Винсент. Здесь голландцы пополнили запасы воды и продовольствия. На острове не оказалось мяса, поэтому они решили отправиться на остров Ислас-Бланка, где было много коз. Когда флот уже покидал остров, обнаружилась пропажа юнги. Они попытались найти заблудившегося юношу, но безрезультатно. Через некоторое время на остров прибыли испанские каперы и обнаружили голландского юнгу. Он был допрошен и арестован, а судно продолжило своё путешествие в Гайану, где юнга был пересажен на корабль, следовавший в Картахену. Здесь он был допрошен и выдал всю имевшуюся у него информацию. Таким образом, испанцы были проинформированы о планах голландцев атаковать «серебряный флот». Питу Хайну повезло, что новость об этом не достигла Веракруса, и флот с серебром не изменил свой маршрут. Между тем эскадра Петера Адрианса, что находилась в водах Вест-Индии, столкнулась с проблемами на острове Гренада. Во время рыбалки 16 членов экипажа были убиты туземцами. Разведка голландцами медного порта Сантьяго-де-Куба не дала результата. Эскадра продолжила путешествие вдоль побережья Кубы вокруг мыса Антонио.

### 21 июля 1628 года
Испанский «серебряный флот» отбыл из Мексики. Он включал в себя 30 грузовых судов и 5 галеонов и находился под командованием адмирала дона Хуана де Беневидес-и-Басана. Сразу после отплытия из Веракруса флот стали преследовать неудачи. Недалеко от берега испанцы были застигнуты бурей с севера. Флагман был вынесен на мель, остальные суда вернулись в порт. Некоторые корабли были повреждены столь серьёзно, что не смогли продолжить путь.
Состав испанского флота, командующий — адмирал Хуан де Беневидес-и-Басан (21 судно):
- Santa Ana Maria — капитан Петер Франц (впоследствии села на мель на юго-восточном побережье Ирландии)
- Santa Gertrudis — капитан Бальтасар де Амескита (впоследствии доставлен в Англию и продан)
- San Juan Bautista — капитан Алонсо де Айспуру (сожжен)
- Santa Lucia de van Guerra (приведен как трофей в устье Шельды, переименован в Middelburg и включен в состав голландского флота)
- Nuestra Señora de la Antigua — капитан Франсиско Ортуно
- Nuestra Señora de la Concepcion
- Nuestra Señora de la Antigua
- ещё 14 неизвестных кораблей.

### 27 июля 1628 года
Пит Хайн во главе единой эскадры из 31 кораблей достиг мыса Тибурон у острова Гаити. Оттуда голландцы отправились на остров Исла-де-Пинос.

### 31 июля 1628 года
Эскадра Петера Адрианса встретила два испанских галеона с серебром. Они шли недалеко от побережья Кубы и пытались таким путём достичь гавани Гаваны. Испанцы были перехвачены Leeuwin — лучшим парусником голландского флота. Во время атаки он сел на мель и был сильно поврежден огнём испанских кораблей. Наконец, голландцам удалось поджечь оба галеона. Один из них был так сильно поврежден, что было принято решение перенести драгоценный груз на другое судно, а сам корабль затопить. Все произошло очень быстро, поскольку голландцы ждали прихода других испанских кораблей. Все это было неизвестно Хайну, так же как и то, что испанцы знают о его присутствии в регионе.

### 3 августа 1628 года
Во время плавания Хайна в районе мыса Тибурон голландцы увидели 2 парусника. Сначала их приняли за испанский конвой, однако по приближении выяснилось, что это голландские суда Rode Leeuw и Pinas из Амстердама. Два парусника присоединились к флоту Хайна.

### 5 августа 1628 года
Голландские корабли прибыли к мысу Сан-Антонио и встали на якорь до 10 августа. Поскольку курс кораблей из Новой Испании проходил севернее, Пит Хайн пошел к островам Тортугас к западу от Флорида-Кис. Там местные рыбаки рассказали, что флот из Новой Испании может прийти в любой момент. Но из-за непредвиденных обстоятельств на самом деле это произошло только через три недели.

### 8 августа 1628 года
Испанский «серебряный флот» из Мексики вновь покинул Веракрус. Ряды испанцев сократились до одиннадцати грузовых судов и четырёх галеонов. Груз с кораблей, оставленных в порту, был распределен между другими судами, в том числе военными. Это означало, что военные корабли были загружены столь плотно, что пришлось снять часть вооружения.

### 21 августа 1628 года
Голландский флот встретил два испанских корабля, приняв их за флот из Новой Испании. Однако выяснилось, что замеченные корабли — лишь посыльные суда губернатора Гаваны.

### 22 августа 1628 года
Чтобы проверить новую информацию о курсе испанского «серебряного флота», голландцы отправились к северному побережью Кубы.

### 24 августа 1628 года
Голландцы прибыли в Гавану. Замок Эль-Морро был виден издалека, и Хайн старался не попасть в поле его обстрела. Кроме того, сильное восточное течение от Больших Антильских островов относило корабли в сторону от Гаваны, и флот оказался в бухте Матансаса. Пока главные силы флота боролись со штормовой погодой, Хайн отправил разведчиков оценить обстановку.

### 27 августа 1628 года
Примерно в это же день Хайн провел военный совет, на котором было предложено остановить экспедицию и плыть обратно в Европу.

### 28 августа 1628 года
Голландцы обнаружили ещё один испанский корабль. Капитан де Витт попросил разрешение атаковать и получил его от Хайна. Корабль с 50 матросами был захвачен. Моряки были доставлены на флагман и допрошены. Выяснилось, что этот корабль был отправлен губернатором Гаваны с задачей предупредить испанский «серебряный флот» об угрозе. В результате голландцы не стали возвращаться в Европу и продолжили поход. От испанских моряков они узнали, что голландский флот был замечен фортом Эль-Морро и что сам форт имел от 400 до 500 солдат и 70 орудий. Хайн решил перехватить испанский флот, прежде чем он смог бы войти в укрепленную гавань Гаваны.

### 7 сентября 1628 года
На рассвете на горизонте были замечены паруса. Оказалось, это подошедшая эскадра Банкерта: Neptunus, De Goude Sonne, De Goude Leeuw, Dolphijn и Postpaert. Наконец, голландский флот объединился.

### 8 сентября 1628 года
Ночью часовой Witte Leeuw увидел огни шедшего в авангарде испанского флота корабля Nuestra Señora de la Concepcion. К судну были отправлены шлюпы, а капитан захвачен в плен и доставлен на голландский флагман. Когда взошло солнце, около 20 парусников были замечены поблизости. Оказалось, что, не зная о голландском присутствии, они следовали привычным курсом, прямо в руки голландцам.
На большом расстоянии были замечены более крупные испанские корабли. Как только они увидели голландцев, они направились к берегу, пытаясь добраться до залива Матансас, поскольку адмирал Лонк мог отрезать им путь к Гаване. Единственной доступной гаванью для испанцев стал залив Матансас, но эти воды были неизвестны испанским штурманам. Между тем голландцы сделали все возможное, чтобы обогнать испанцев и не пустить их в залив.

### 9 сентября 1628 года
На следующее утро голландский флот также вошел в бухту. Отдельные испанские суда уже сели на мель в незнакомых водах и могли использоваться в бою лишь как стационарная артиллерийская батарея. Испанцы также планировали к прибытию Хайна построить крепость на суше и защитить сокровища там. Войдя в залив, Хайн велел использовать легкие барки и шлюпы, чтобы атаковать флагман испанцев Santa Ana Maria. Экипаж судна, который уже частично бежал в панике, сделал несколько мушкетных залпов, но потом сдался на милость врагу. Так же поступили солдаты остальных испанских судов.
Перенос драгоценного груза с испанских кораблей на голландские занял целую неделю. При этом голландцы торопились, ожидая прихода испанского флота. Но этот флот в это время находился в гавани Картахены. При инвентаризации добычи выяснилось, что Хайну удалось захватить 177,000 фунтов серебра, немного золота, мехов, сундуки с сахаром и т. п. Испанские галеоны были частично разгружены. Хайн взял 4 испанских галеона (Santa Ana Maria, Santa Gertrudis, San Juan Bautista, Nuestra Señora de la Antigua). Все остальные корабли были сожжены или потоплены на месте. Галеон Nuestra Señora de la Antigua была переименован в Santa Lucia.

### 17 сентября 1628 года
За два часа до восхода флот Хайна покинул бухту. Губернатор Гаваны отправил два корабля к Флориде, чтобы наблюдать за передвижением голландского флота — один с севера, один с юга.

### 26 сентября 1628 года
Голландский флот взял курс в Европу. По пути адмирал Хайн написал письмо в Амстердам с изложением обстоятельств боя.

### 14 ноября 1628 года
Новость о захваченном серебре дошла до Роттердама.

### 4 декабря 1628 года
Голландский флот вернулся домой. По пути Хайн потерял несколько кораблей в бурях, а также немало моряков, умерших от цинги.

## Последствия
В результате сражения голландцы захватили груз серебра, позволивший содержать голландскую армию в течение восьми месяцев, что позволило им захватывать крепость Хертогенбос, а кредиторы экспедиции Хайна получили дивиденды в размере 50 % за год. Хайн вернулся в Нидерланды в 1629 году, где он был встречен как герой. Приветствуя толпы ликующих, он стоял на балконе ратуши Лейдена и заметил мэру города: «Теперь они хвалят меня, когда я сорвал куш без малейшей опасности, а раньше, когда я рисковал своей жизнью в боевой обстановке, они делали вид, что меня не существует». Хайн был первым и последним адмиралом, захватившим столь серьёзную часть испанского «серебряного флота», который всегда тщательно защищался.